# Лінивка-смугохвіст чакоанська
Лінивка-смугохвіст чакоанська (Nystalus striatipectus) — вид дятлоподібних птахів родини лінивкових (Bucconidae).

## Поширення
Вид поширений в південно-східній Болівії, південній Бразилії, Парагваї та північно-західній Аргентині. Мешкає у сухих чагарниках та відкритих лісах.

## Опис
Птах завдовжки близько 18-20 см і вагою близько 44 г. Спинка коричнева з вохристими лініями. Голова руда, з жовто-помаранчевим коміром і плямою такого ж кольору на грудях. Решта грудей та черево білуваті з чорними смугами. Дзьоб помаранчевий. Очі жовті.

## Спосіб життя
Живе на відкритих просторах. Трапляється поодинці або парами. Харчується комахами, павукоподібними та дрібними хребетними. Для гнізда птах викопує у піщаному ярі тунель завдовжки до 1 м, в кінці якого робить гніздову камеру. Самиця відкладає 2 або 3 яйця. Вхід в тунель замаскований рослинним матеріалом і землею. Пара по черзі доглядає за гніздом, інкубує яйця та годує пташенят.